# スールー海

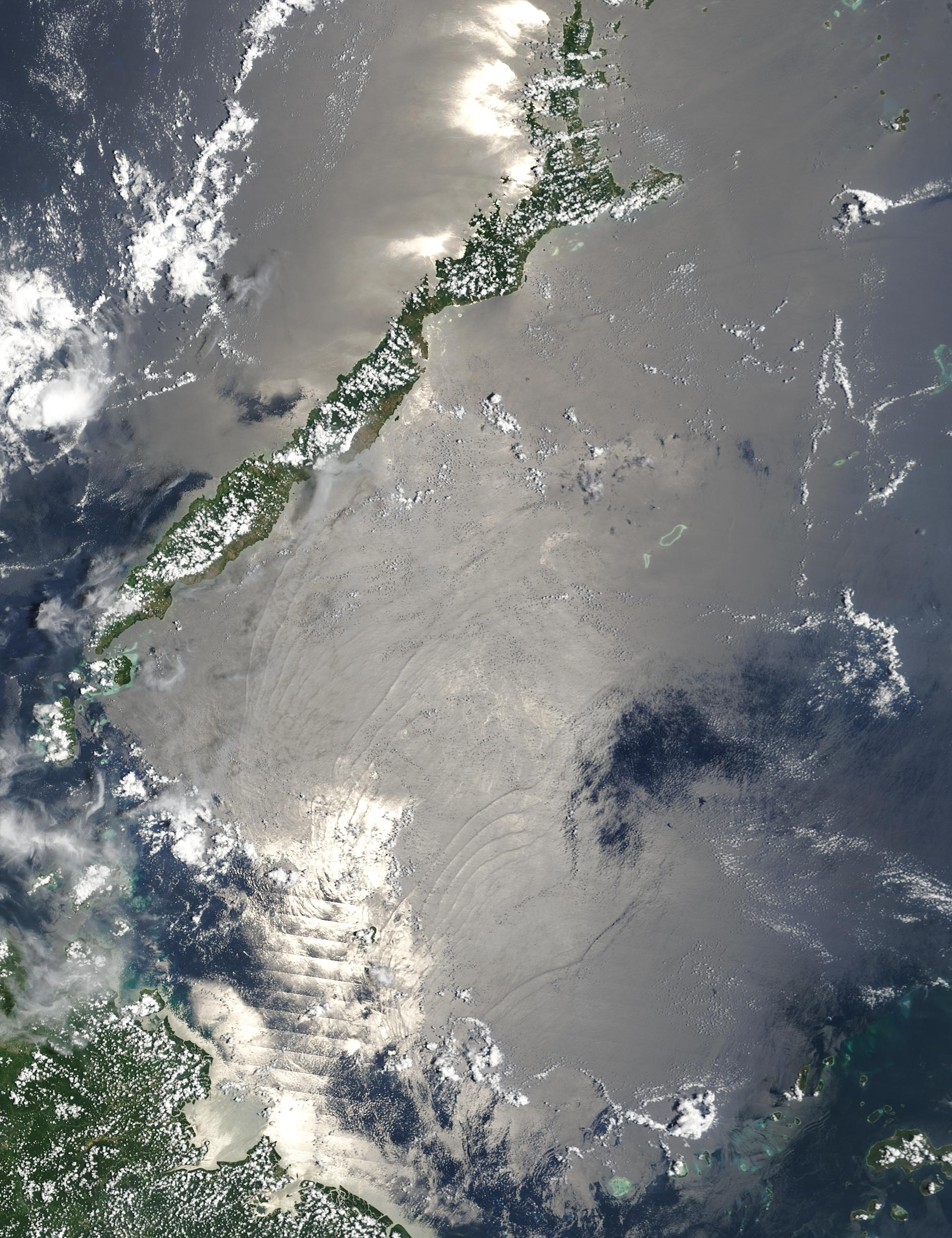
スールー海で形成された内波を示す、NASAの:w:Visible Earthの画像

スールー海（スールーかい、英: Sulu Sea、またはスル海）は、東南アジアにある西太平洋の一海域。

## 概要
フィリピンの南西、マレーシアの北東に位置する。北西はパラワン島で南シナ海と、南東はスールー諸島でセレベス海と隔てられている。南西はカリマンタン島、北東はビサヤ諸島。
スールー海にはクーヨー諸島、カガヤン諸島、カガヤンデタウィタウィ島などの島がある。
近代以前から、島や国を超えて住民や交易船が行き来してきた。太平洋戦争では戦場になった。近年はイスラム過激派の移動ルートとして使われている可能性が浮上。このため2017年6月19日、フィリピンやマレーシアは、南のセレベス海に面するインドネシアのタラカンに三国の合同警備司令センターを設置し、テロリストなどを警戒する海空のパトロールを開始した。